# 道の駅伊東マリンタウン

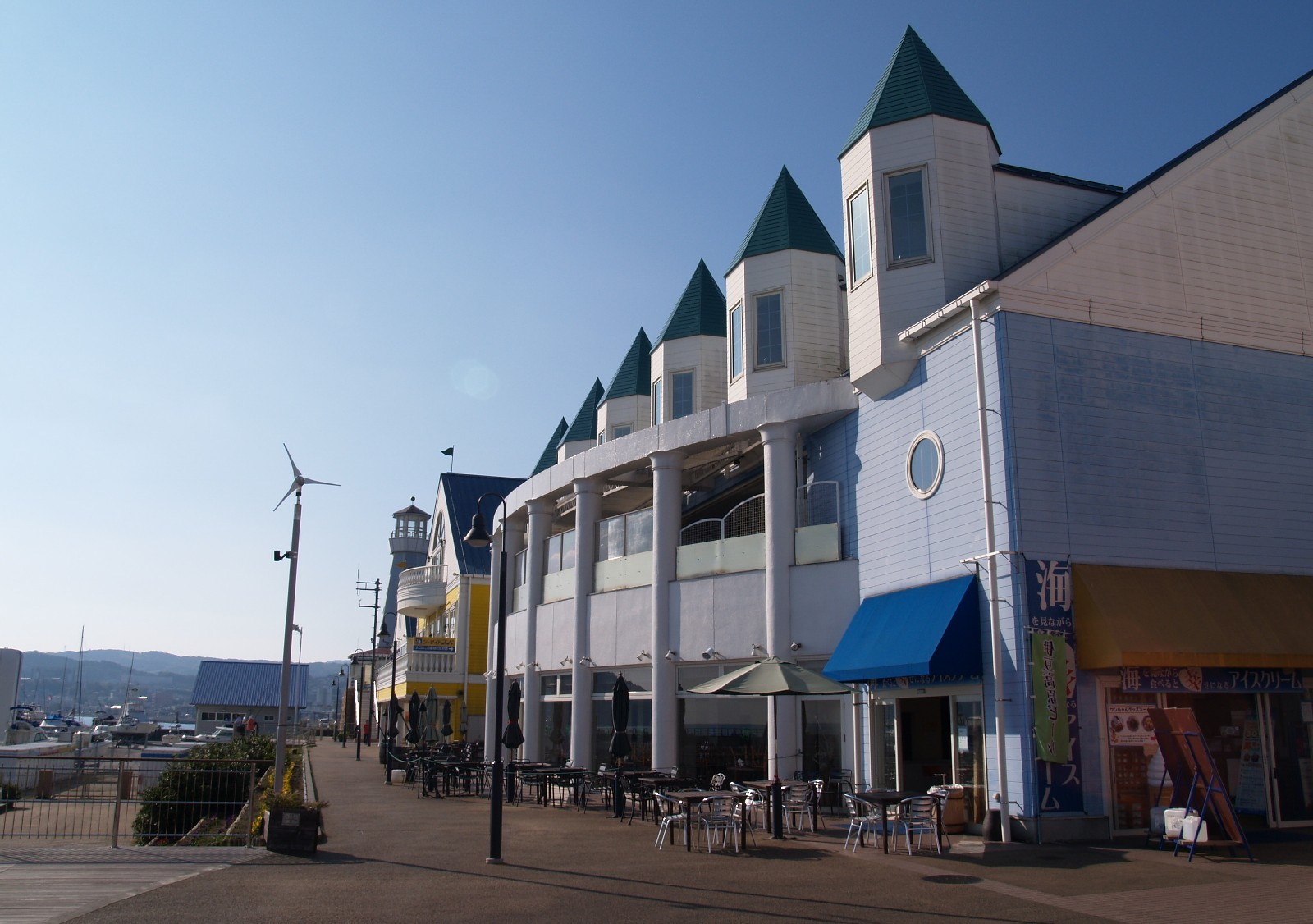
施設を海側から撮影（2008年11月）

道の駅伊東マリンタウン（みちのえき いとうマリンタウン）は、静岡県伊東市湯川にある国道135号の道の駅および海の駅である。

## 概要
駅舎は国道海側に建っており、伊東市湯川下水処理場・ホテルサンハトヤなどと並んでいる。JR伊東線車内からも宇佐美駅と伊東駅の間で見える。
温泉施設を併設する道の駅でもあり、日帰り温泉「シーサイドスパ」は、海辺の源泉から湧き出す温泉を利用したもので、海を一望できる大浴場や露天風呂、ジャグジーのほか、マッサージやリフレクソロジー、アカスリなどもある。
港湾「伊東サンライズマリーナ」が併設され、ヨットなどの小型船舶などで来訪することも可能で、2002年（平成14年）5月には海上交通網であるマリンロードを構成する宿場町のひとつに、また2005年（平成17年）3月には「いとう海の駅」として、国土交通省関東運輸局が推進する海の駅にも登録されている。

## 沿革
- 2001年（平成13年）7月15日 - 伊東マリンタウンがグランドオープン[2]。
- 2002年[2]（平成14年）8月13日 - 道の駅に登録される。
- 2005年（平成17年）3月 - 伊東サンライズマリーナが海の駅「いとう海の駅」に認定[8]。
- 2015年（平成27年）1月30日 - 伊豆道の駅ネットワークとして近隣の道の駅8駅とともに「伊豆半島の特色ある「道の駅」が連携しブランド化」を理由に重点道の駅に選定される[9]。
- 2021年（令和3年）6月25日 - 2020年東京オリンピックの聖火リレー静岡県3日目のスタート地点となる[10][11]。
- 2025年（令和7年）3月 - 累計来場者数が5000万人を迎える

## 施設
各施設の詳細は、公式サイトの施設案内を参照。

### 駐車場・EV充電器
- 無料駐車場
  - 普通車：297台
  - 身障者用 : 9台
  - 大型車：8台
  - 臨時駐車場 : 169台

- EV急速充電器 - 2台　24時間使用可、1回30分、NCSカード使用可。

### トイレ
駐車場エリア
- 外部トイレ「青いトイレ」（北部バザール棟北端の観光案内所正面・青建物、24時間利用可）
  - 車イス用 男女1基ずつ有

- 観光トイレ「幸せの黄色いトイレ」（バザール棟・スパ棟間の正面、9:00-21:30）
  - 男性用 : 洋３基、和１基、キッズ１室、小便10基
  - 女性用 : 洋10基、和１基、キッズ１室
  - 多目的(オストメイト)トイレ : 2基
（おむつ替え台、ベビーチェア、折り畳みシート(大人用ベッド)、フィッティングボード有）
  - 授乳室 : 2部屋（給湯設備、おむつ替え台、授乳用椅子、エアコン完備）

施設内
施設内トイレの利用可能時間は、全て9:00-21:00。
- バザール棟2F（エレベーター/階段横）
- バザール棟1F（連絡通路）
  - 男性用：洋２基（ベビーベッド1基・ベビーチェア1基）、小便４基
  - 女性用：洋７基（ベビーベッド1基・ベビーチェア6基）
- 多目的(オストメイト)トイレ : 1基

### 観光案内所
バザール棟の北端、9:00-18:00。
- 観光案内
- 伊豆各観光施設の前売券販売（9:00-16:30）
- マリにゃんグッズ、ビニール傘の販売
- 宅急便の受付（クール便は不可）
- 道の駅スタンプ（「道の駅記念きっぷ」は、シーサイドスパ売店）

### レストラン
バザール棟2F
- 蕎麦ダイニング　楽（そば・うどん）
- らぁめん じゃんまりん
- 伊豆中ばんばん食堂（丼・定食）

バザール棟1F
- 伊豆まるす（寿司・揚げ）

スパ棟2F
- マリーナ展望レストラン

スパ棟1F
- 伊豆高原ビール 海の前のカフェレストラン
- 海を見ながら食べると幸せになるアイス/伊豆高原プリン/伊豆バウム

### 売店・おみやげ
バザール棟1F
- 祇園（駅弁）
- あさぎり牛乳（ソフトクリーム・乳製品）
- 磯丸／北海物産海産部（海鮮・乾物）
- 海友（かいゆう）（お土産）
- 伊豆中（いずちゅう）（干物・珍味）
- メルローズマーケット（お土産・雑貨）
- 茶房 伊豆自然生活（お茶・お土産）
- いっしん（和菓子・ぐり茶）
- ドルフィン伊豆・まる天（雑貨・お土産）
- ウァン（肉まん）／SweetIZU（スウィーティーズ）（トゥンカロン・モンブラン）
- SHOP伊豆自然生活（伊豆原産商品）
- Ito Marine Sable 伊東マリンサブレ（サブレ・シュークリーム）
- サンドウィッチハウス SAZANKA（パン・サンドイッチ）

### 温泉（スパ）
南部スパ棟の南端。
- 日帰り入浴施設「朝日の湯　シーサイドスパ」（天然温泉）（5:00-21:00/最終入館20:30）

南部スパ棟の東脇(海側)一帯。
- 無料足湯「あったまり〜な」（9:00-16:00/17:00）

### 屋外施設
- 太陽のステージ
- 海側観覧席
- 伊東マリンロード（恋人の聖地）

### マリーナ
- 海の駅 伊東サンライズマリーナ（いとう海の駅）
  - 計220隻収容（海上:97隻・陸上:123隻）

### 遊覧船
スパ棟の南隣に受付・待合室（9:10～15:40）
- ベルクルーズいとう　ゆーみんフック[5]（毎時10分）
- はるひら丸いるか号（毎時40分）

## 休館日
年中無休
- メンテナンス休業あり
- 臨時休業日あり

## アクセス
- 国道135号

## ギャラリー

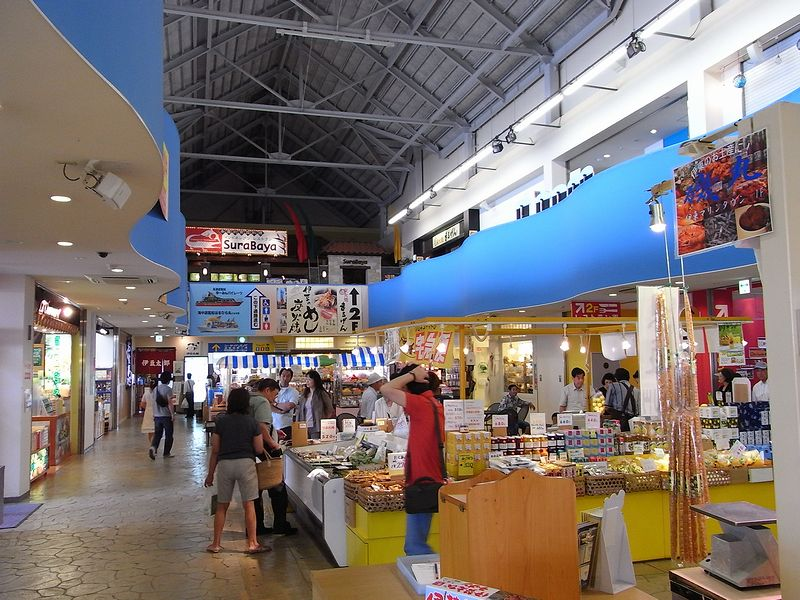
バザール棟内部（2008年6月17日撮影）
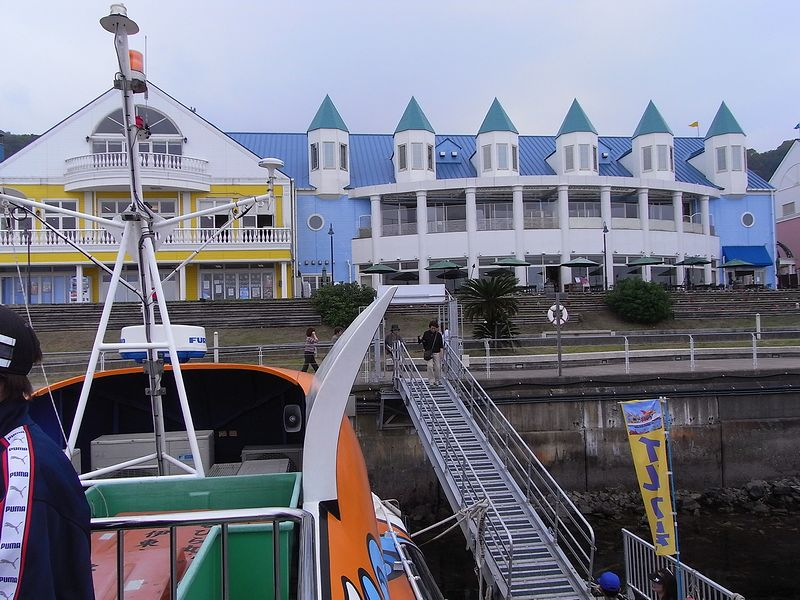
マリーナから施設を見る（2008年6月17日撮影）
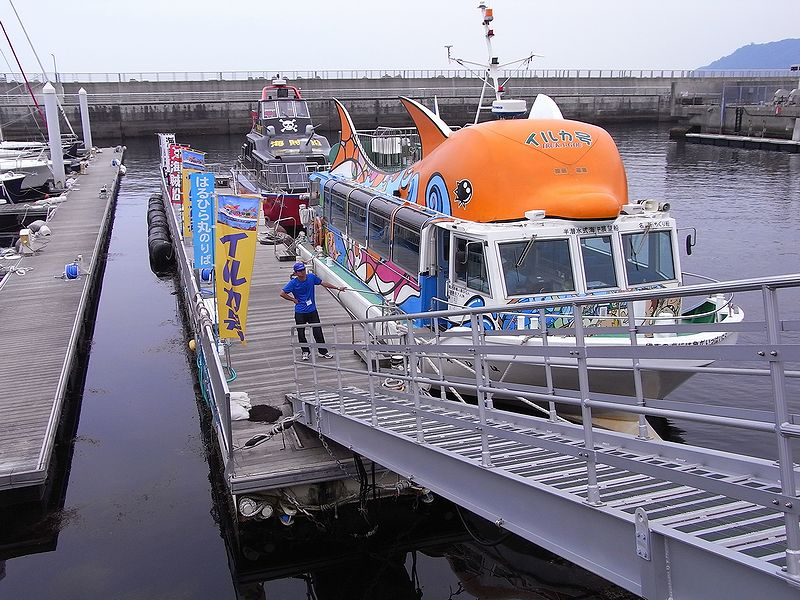
遊覧船乗場（2008年6月17日撮影）
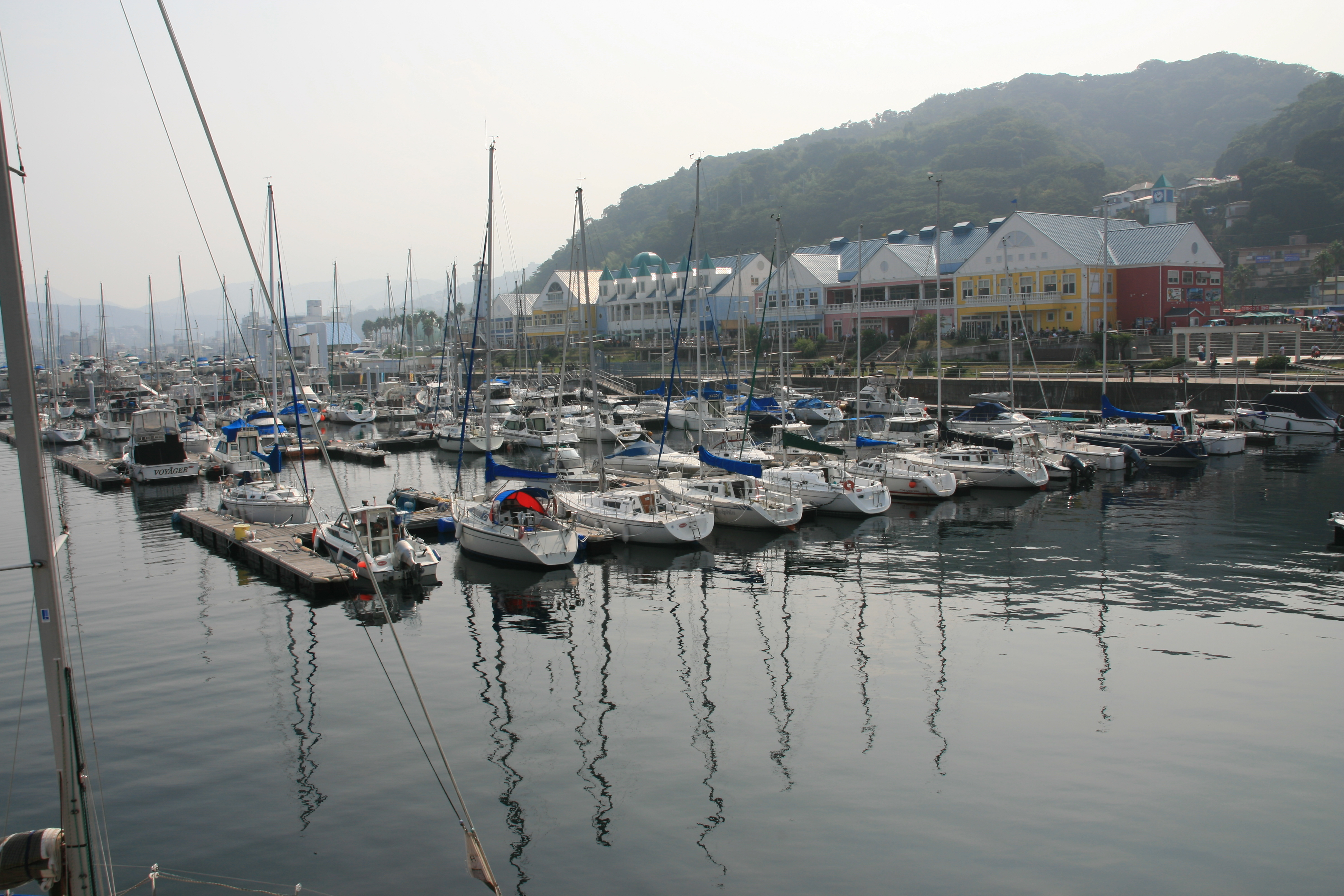
マリーナと道の駅（2008年9月14日撮影）